# Victor Arendorff

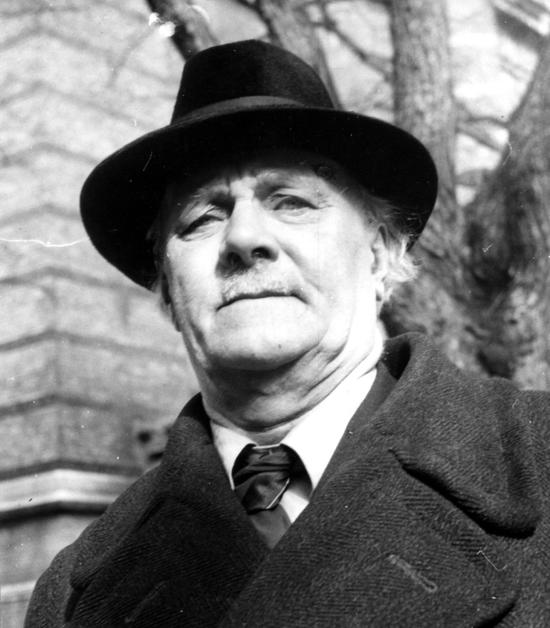
Victor Arendorff 1954.

Victor Emanuel Esaias Arendorff, född 27 april 1878 i Stockholm, död där 16 februari 1958, var en svensk författare, journalist och poet.

## Biografi
Victor Arendorff växte upp i Stockholm, där fadern var pälshandlare. Han var trots sin borgerliga bakgrund anarkist och syndikalist, och i sina böcker skildrar han arbetarklassen och trasproletariatet. Han startade sin bana som skribent i den högerorienterade tidningen Stockholms Dagblad 1896, men tröttnade på att arbeta för en borgerlig tidning och sade upp sig efter fyra år. Han började istället skriva för fackföreningstidningar, anarkistiska och socialistiska tidskrifter, bland annat i Brand. När den syndikalistiska tidningen Arbetaren startade blev han en flitig skribent där, och den publicerade även hans dikter. Arendorff såg allmänbildningen som en livsuppgift, att utrusta de lägre samhällsklasserna med kunskap, och det var därför naturligt för honom att skriva i arbetartidningar.
Han dömdes till sex månaders straffarbete för lösdriveri, och sattes i stenbrottet på Svartsjöanstalten. Under pseudonymen "Captivus" gav han i boken Svartsjöfångar (1910) ut sina minnen därifrån.
Han var en av de första så kallade Klarabohemerna och blev en centralgestalt i Klarakvarteren tillsammans med författare som Helmer Grundström, Emil Hagström och Nils Ferlin. Ferlin var inte bara en av Arendorffs närmaste vänner utan även en stor beundrare, vilket visar sig i dikten Kuplett som börjar med "På Arendorffs tid". Dikten har som visa med musik av Ferlin själv blivit mycket känd och finns i ett flertal inspelningar. Visan sjöngs första gången av Anders Ek i revyn Nya Taggen på Nya Teatern i Stockholm 1942 och publicerades 1944 i Ferlins diktsamling Med många kulörta lyktor.
Arendorff var långa perioder hemlös och övernattade ofta i Hagaparken i Solna. Han var dessutom skuldsatt på flera av de ölkaféer som Klarabohemerna besökte, vilket ledde till att han vid ett tillfälle lyckades sälja nyheten om sin "bortgång" till Dagens Nyheter, inklusive dödsannonsen, men bara några dagar senare sålde han nyheten om att han var vid liv till tidningen Arbetaren. De sista åren i sitt liv tillbringade Arendorff på Stureby vårdhem. Han avled 1958 och är begravd på Skogskyrkogården i Gamla Enskede.

## Priser och utmärkelser
- 1956 – Boklotteriets stipendiat